# Myxobolus mugilis
Myxobolus mugilis is een microscopische parasiet uit de familie Myxobolidae. Myxobolus mugilis werd in 1891 beschreven door Perugia. 